# Ardegão, Freixo e Mato
Ardegão, Freixo e Mato é uma freguesia portuguesa do município de Ponte de Lima, com 10,72 km² de área e 1551 habitantes (censo de 2021). A sua densidade populacional é 144,7 hab./km².

## História
Foi criada aquando da reorganização administrativa de 2012/2013, resultando da agregação das antigas freguesias de Ardegão, Freixo e Mato:

## Demografia
A população registada nos censos foi:
| Distribuição da População por Grupos Etários | Distribuição da População por Grupos Etários | Distribuição da População por Grupos Etários | Distribuição da População por Grupos Etários | Distribuição da População por Grupos Etários | Distribuição da População por Grupos Etários |
| -------------------------------------------- | -------------------------------------------- | -------------------------------------------- | -------------------------------------------- | -------------------------------------------- | -------------------------------------------- |
| Antes da agregação                           |                                              |                                              |                                              |                                              |                                              |
| Ano                                          | 0-14 anos                                    | 15-24 anos                                   | 25-64 anos                                   | >= 65 anos                                   | Total                                        |
| 2001                                         | 314                                          | 268                                          | 898                                          | 303                                          | 1783                                         |
| 2011                                         | 243                                          | 205                                          | 915                                          | 391                                          | 1754                                         |
| Após a agregação                             |                                              |                                              |                                              |                                              |                                              |
| Ano                                          | 0-14 anos                                    | 15-24 anos                                   | 25-64 anos                                   | >= 65 anos                                   | Total                                        |
| 2021                                         | 159                                          | 163                                          | 817                                          | 412                                          | 1551                                         |